# Cambra Oficial de Comerç i Indústria de Madrid
La Cambra Oficial de Comerç i Indústria de Madrid és una administració corporativa d'Espanya. Té com a missió promoure i defensar els interessos de les empreses radicades en la Comunitat de Madrid. Una de les activitats com a cambra de comerç en l'actualitat és la difusió de noves tecnologies en el sector industrial de la regió. La Cambra de Madrid posseeix en l'actualitat més d'un segle d'activitat, ja que fou fundada l'any 1887. Posseeix diverses oficines en les poblacions més representatives de la Comunitat, existint a més una oficina mòbil denominada Camerbús.
Des de 2018 el seu president és Ángel Asensio, qui va substituir el cap de Laboratorios Farmacéuticos Rovi, Juan López-Belmonte.